# Goran Žuvela
Goran Žuvela (12 de octubre de 1948) es un deportista yugoslavo que compitió en judo. Ganó dos medallas en el Campeonato Europeo de Judo en los años 1974 y 1976.
Participó en los Juegos Olímpicos de Montreal 1976, donde finalizó trigésimo en la categoría de –93 kg.

## Palmarés internacional
| Campeonato Europeo | Campeonato Europeo    | Campeonato Europeo | Campeonato Europeo |
| Año                | Lugar                 | Medalla            | Categoría          |
| ------------------ | --------------------- | ------------------ | ------------------ |
| 1974               | Londres (Reino Unido) | Medalla de oro     | –93 kg             |
| 1976               | Kiev (URSS)           | Medalla de bronce  | –93 kg             |